# Centrum Hout
Centrum Hout is een Nederlandse brancheorganisatie voor de houtverwerkende industrie. Het is gevestigd in Almere. Het centrum houdt zich bezig met onderzoek, voorlichting en behartigt de belangen van de branche.
Eerder gebeurde voorlichting over hout en houttoepassingen door het toenmalige Houtvoorlichtingsinstituut (HVI).